# Tagged Image File Format
TIFF (zkratka Tag Image File Format) je jeden ze souborových formátů pro ukládání rastrové počítačové grafiky. Formát TIFF tvoří neoficiální standard pro ukládání snímků určených pro tisk. TIFF je složitější formát oproti jiným formátům pro ukládání rastrové grafiky. Tento formát vytvořila v roce 1986 společnost Aldus. TIFF umožňuje jako jeden z mála grafických formátů vícestránkové soubory, a proto se často používá například pro ukládání přijatých faxů přijatých pomocí počítače a ISDN karty či faxmodemové karty.

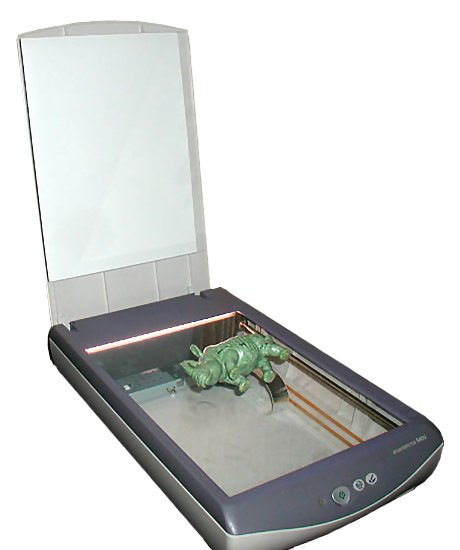
Stolní scanner

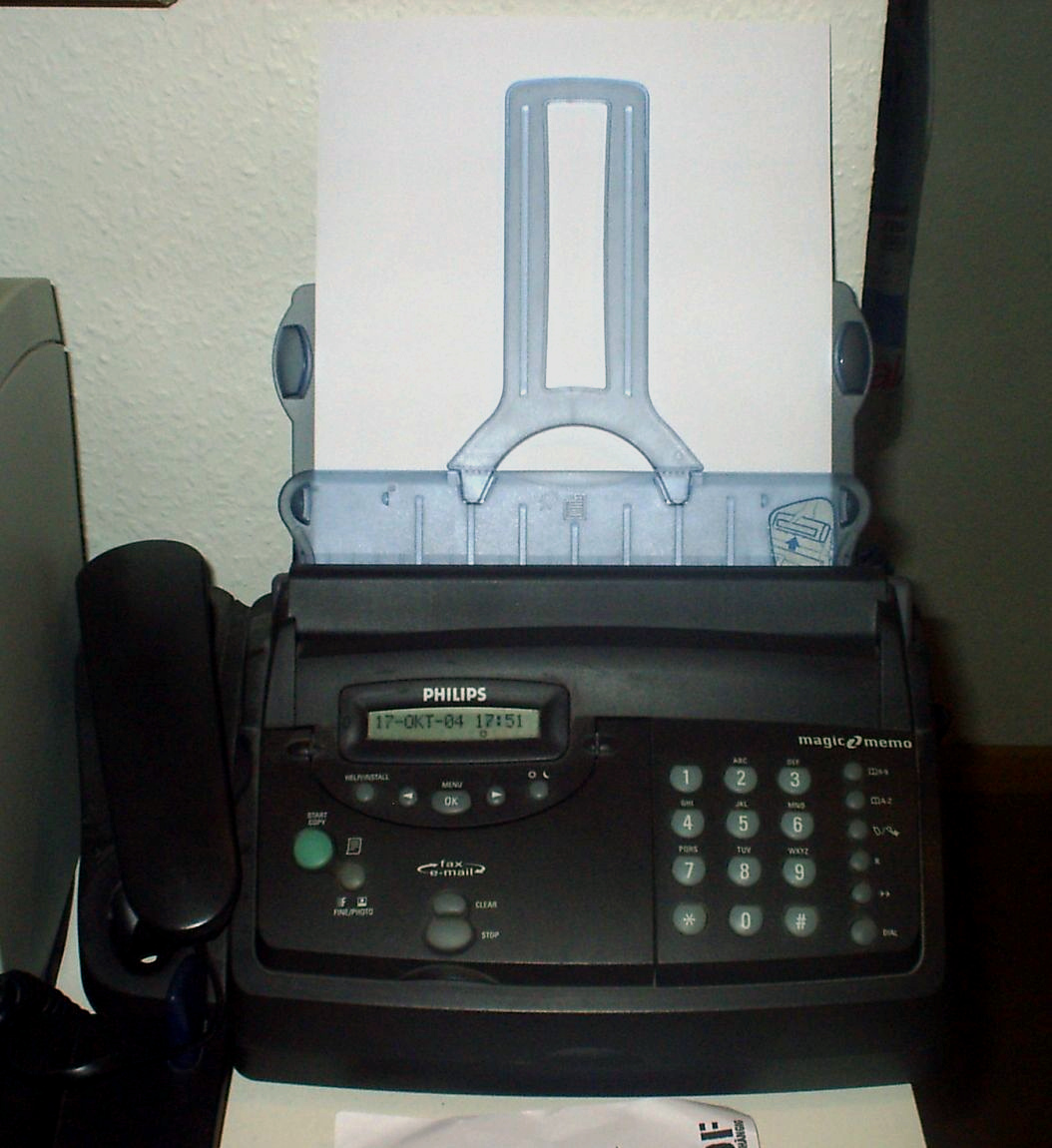
Fax

## Historie
Sousloví „Tagged Image File Format“, nebo také, „Tag Image File Format“, bylo užíváno jako podtitulek v některých dřívějších verzích specifikací formátu TIFF. Nynější specifikace TIFF formátu, TIFF 6.0, již nijak nepřipomíná a nezmiňuje toto sousloví; název je nyní zkrátka pouze „TIFF“.6.0
TIFF byl původně vytvořen na zkoušku, za účelem získání jednotného formátu pro stolní skenery v polovině 80. let. Tento formát měl být shodný pro většinu naskenovaných obrazových formátů, aby se zamezilo problémům s vývojem formátů podléhajících autorským právům různých tvůrců. Zprvu byl TIFF pouze binárním obrazovým formátem; v té době to bylo vše, co skenery mohly zatím nabídnout. Jakmile se skenery staly výkonnějšími, a paměť stolních počítačů mnohem větší, TIFF se rozrůstal jako formát černobílých a poté i barevných obrazů.

## Flexibilní možnosti
TIFF je flexibilní a adaptabilní formát. Může nést rozmanité obrazy a data v řadě za sebou díky obsažení „tagů“ v začátku souboru. Tagy mohou naznačovat základní stavbu obrazu, jako jeho velikost, nebo mohou definovat jak jsou vystavěna data obrazu a jestli jsou využity možnosti proměnlivé obrazové komprese. Například, TIFF může být použit jako obal pro JPEG a RLE komprimované obrazy. TIFF soubor může také obsahovat vektorově umístěný Clipping path (osnovu, která ořízne či orámuje hlavní obraz). Schopnost ukládat obrazová data v bezeztrátovém formátu dělá z TIFF souborů užitečnou metodu pro archivaci obrázků. Na rozdíl od standardních JPEG souborů, TIFF soubory, využívající bezeztrátovou kompresi (či zcela žádnou kompresi), mohou být editovány a znovu ukládány bez utrpění kompresních ztrát. Jiné volby souboru TIFF obsahují vícenásobné vrstvy či stránky.
I když je to dnes již široce rozšířený a přijatý standard formátu, jeho rozšiřování vedlo k problémům kompatibility. Podle specifikace TIFF mají programátoři volnou ruku ve specifikacích nových tagů a voleb, ale ne všechny programy mají podporu pro všechny tagy, jež byly vytvořeny. Jako výsledek se nejmenším společným jmenovatelem brzy stal takzvaný „Baseline TIFF“ (základní TIFF). Dnes pracuje většina programů s nekomprimovaným obrazem ve 32bitovém formátu CMYK nebo 24bitovém formátu RGB.
Specifikace TIFF 6.0 definuje takzvaný „Baseline TIFF“ (základní TIFF), který by měly podporovat všechny aplikace pracující s TIFF. Ten kromě jiných vlastností předepisuje tři povinně podporovaná kompresní schémata: nekomprimované obrázky, kompresi Packbits a kompresi CCITT Huffman RLE. Programy podporujúcí jen „základní TIFF“ nemusí ve více-stránkovém TIFF souboru (který obsahuje několik obrázků) zobrazit nebo umožnit upravovat žádný obrázek kromě prvního. Specifikace kromě „základního TIFF“ definuje taky volitelné vlastnosti nad rámec „základního TIFF“ formátu, dále rozšíření specifikace („TIFF extensions“) a taky možnosti doplnění libovolných „soukromých“ vlastností formátu („Private tags“). Podpora vlastností TIFF nad rámec Baseline TIFF se může velmi lišit mezi různými aplikacemi. Proto se může stát, že obrázek používající vlastnosti nad rámec Baseline TIFF nebude možné v některých programech plnohodnotně zobrazit. Většina aplikací zvládá komprese Packbits, CCITT Huffman RLE, černobílé komprese CCITT T.4 (známé jako fax group 3), kompresi CCITT T.6 (fax group 4) a LZW.
TIFF má možnost využívat LZW kompresi, bezeztrátovou datovou kompresní techniku pro redukci velikosti souboru. Do roku 2004 bylo využití této možnosti omezené, protože technika LZW byla předmětem několika patentů. Nicméně, těmto patentům již skončila jejich platnost.
Každý TIFF soubor začíná 2-Bytovým indikátorem Bytového pořadí: „II“ pro little endian a „MM“ pro big endian bytové řazení. Následující 2 Byty reprezentují číslo 42. Číslo 42 bylo vybráno „pro svůj hluboký filosofický význam.“ Čtení čísla 42 je závislé na Bytovém pořadí indikovaném v prvních 2 Bytech. Čtení všech slov, dvojslov, atd., v TIFF souboru je založeno na indikovaném Bytovém pořadí.

## TIFF v dokumentovém zobrazování
TIFF formát je standardem pro dokumentové zobrazování a systémy dokumentové správy. V tomto prostředí je běžně využíván s CCITT Group IV 2D kompresí, která podporuje černobílé (také zvané bizonální či monochromatické) obrazy. Ve velkoobjemových prostředích jsou dokumenty typicky skenovány černobíle (spíše než barevně či v odstínech šedé) kvůli zachování kapacity paměti. Průměrné oskenování strany formátu A4 zabere 30 kilobytů (KB) dat v rozlišení 200 ppi a 50 KB dat v rozlišení 300 ppi. 300 ppi je mnohem více obvyklé rozlišení než 200 ppi.
Protože TIFF formát podporuje vícenásobnost stránek, mnohostránkové dokumenty mohou být uloženy jako jednotlivé TIFF soubory, spíše než jako série souborů pro každou naskenovanou stranu.

## Organizace TIFF formátu
- Image File Header – hlavička souboru
- Image File Directory – adresář souboru
- bitmapová data

Každá datová struktura TIFF začíná hlavičkou zvanou TAG. Umístění všech položek v souboru se může měnit podle použitého programu pro zápis TIFFu.

## Parametry formátu TIFF
- barevné rozlišení: 1–24 bitů
- podporované kompresní algoritmy: bez komprese, RLE, LZW, ZIP/DEFLATE, CCITT Group 3 a Group 4 (FAX), CCITT 1D (Modified Huffman), JPEG, Packbits, (ale také JBIG a mnoho dalších)
- max. velikost bitmapy: 4294967295 × 4294967295 pixelů
- možnost uložit více obrazových bitmap do jednoho souboru
- podpora parametrů nad rámec Baseline TIFF není zaručená ve všech běžně dostupných aplikacích

### Baseline TIFF
Známý taky pod označením TIFF 6.0, Part 1: Baseline TIFF
- podporované kompresní algoritmy: bez komprese, CCITT Group 3 1-Dimensional Modified Huffman RLE, PackBits
- typy obrázků: bilevel (černo-bílé), grayscale (stupně šedi), palette-color, a RGB full-color.
- není vyžadována plná podpora pro více bitmap v jednom souboru; programy musí ve více-stránkových TIFF souborech zobrazit nebo umožnit upravovat pouze tu první
- všechny aplikace dodržující specifikaci TIFF 6.0 musí podporovat minimálně Baseline TIFF